# Kassenärztliche Vereinigung Westfalen-Lippe
Die Kassenärztliche Vereinigung Westfalen-Lippe (KVWL) ist eine der insgesamt 17 Kassenärztlichen Vereinigungen (KVen) in Deutschland.
Als Körperschaft des öffentlichen Rechts vertritt die KVWL die Interessen ihrer Mitglieder, der etwa 16.800 im Landesteil Westfalen-Lippe von Nordrhein-Westfalen niedergelassenen Vertragsärzte und ‑psychotherapeuten, gegenüber Politik, Krankenkassen und Öffentlichkeit. Gleichzeitig erfüllt sie als hoheitlich handelnde Behörde die ihr vom Bundesgesetzgeber übertragenen Aufgaben der Sicherstellung und Gewährleistung.
Die KVWL unterliegt der Rechtsaufsicht dem Ministerium für Arbeit, Gesundheit und Soziales des Landes Nordrhein-Westfalen, entscheidet aber in eigener Zuständigkeit im Rahmen der Vorgaben durch das Fünfte Sozialgesetzbuch (SGB V) über ihre Angelegenheiten. Die Verwaltungskosten der KVWL werden durch die Verwaltungskostenumlage ihrer Mitglieder getragen.

## Mitgliedschaft
Alle zur vertragsärztlichen Tätigkeit zugelassenen Ärztinnen und Ärzte, ärztlichen und psychologischen Psychotherapeutinnen und -therapeuten sowie Kinder- und Jugendlichenpsychotherapeutinnen und -therapeuten sind Mitglieder ihrer Kassenärztlichen Vereinigung. Die Mitgliedschaft ist durch § 77 Abs. 5 SGB V gesetzlich begründet, so dass eine Pflichtmitgliedschaft besteht. Ein Austritt aus der Körperschaft ist daher immer auch zwangsläufig mit dem Verzicht auf die Zulassung verbunden.

## Räumliche Zuständigkeit
Nordrhein-Westfalen ist das einzige Bundesland mit zwei Kassenärztlichen Vereinigungen, der KV Nordrhein in den Regierungsbezirken Düsseldorf und Köln, und der Kassenärztlichen Vereinigung Westfalen-Lippe.
Die KVWL unterhält die folgenden 12 Bezirksstellen: Arnsberg, Bielefeld, Bochum/Hagen, Borken, Detmold, Dortmund, Gelsenkirchen, Lüdenscheid, Minden, Münster, Paderborn und Recklinghausen.

## Aufgaben
Als Körperschaft öffentlichen Rechts ist die KV Westfalen-Lippe einerseits Dienstleistungsorganisation und Interessenvertretung für ihre Mitglieder. Andererseits übt sie die Aufsichts- und Disziplinarfunktion gegenüber ihren Mitgliedern aus (Gewährleistungsauftrag). Dazu kommen weitere hoheitliche Aufgaben. Die KVWL gewährleistet durch Verträge mit den Verbänden der Krankenkassen die ambulante Versorgung in ihrem Zuständigkeitsbereich (Sicherstellungsauftrag) und stellt die Qualität sicher (Qualitätssicherung).

### Sicherstellungsauftrag
Der Gesetzgeber hat der Ärztlichen Selbstverwaltung – also den 17 Kassenärztlichen Vereinigungen (KVen) in den Bundesländern sowie der Kassenärztlichen Bundesvereinigung – die Sicherstellung der vertragsärztlichen Versorgung übertragen (Sicherstellungsauftrag gemäß § 72 / § 75 SGB V). Seit 1999 zählt dazu neben der ambulanten haus- und fachärztlichen auch die psychotherapeutische Versorgung. Die KVen haben zusammen mit den Krankenkassen als Partner in der Gemeinsamen Selbstverwaltung dafür zu sorgen, dass alle gesetzlichen Vorgaben des SGB V korrekt umgesetzt werden.
Innerhalb des gesetzlichen Rahmens haben KVen und Krankenkassen in den einzelnen Ländern die Möglichkeit, die ambulante Versorgung gemäß regionaler Bedürfnisse auszugestalten. Allerdings haben Kassenärztliche Vereinigungen und Krankenkassen nicht völlig freie Hand: Neben den gesetzlichen Bestimmungen gibt es auch noch eine Vielzahl weiterer Regelungen zu beachten, die bundesweit Gültigkeit haben: so etwa die Beschlüsse des Gemeinsamen Bundesausschusses (G-BA) zur Bedarfsplanung. Darin wird beispielsweise geregelt, wie viele Ärzte oder Psychotherapeuten welcher Fachrichtung sich in bestimmten Regionen maximal niederlassen dürfen. Vorgaben aus der bundesweit gültigen Bedarfsplanungs-Richtlinie sind für die KVWL zwingend zu berücksichtigen.
Die KV Westfalen-Lippe gestaltet die ambulante Versorgung für die ca. 7,5 Millionen gesetzlich Krankenversicherten und ihre Angehörigen (Stand: 1. Juli 2024) des Landesteils Westfalen-Lippe während und außerhalb der üblichen Sprechstundenzeiten gemäß dem Sicherstellungsauftrag.

### Interessensvertretung

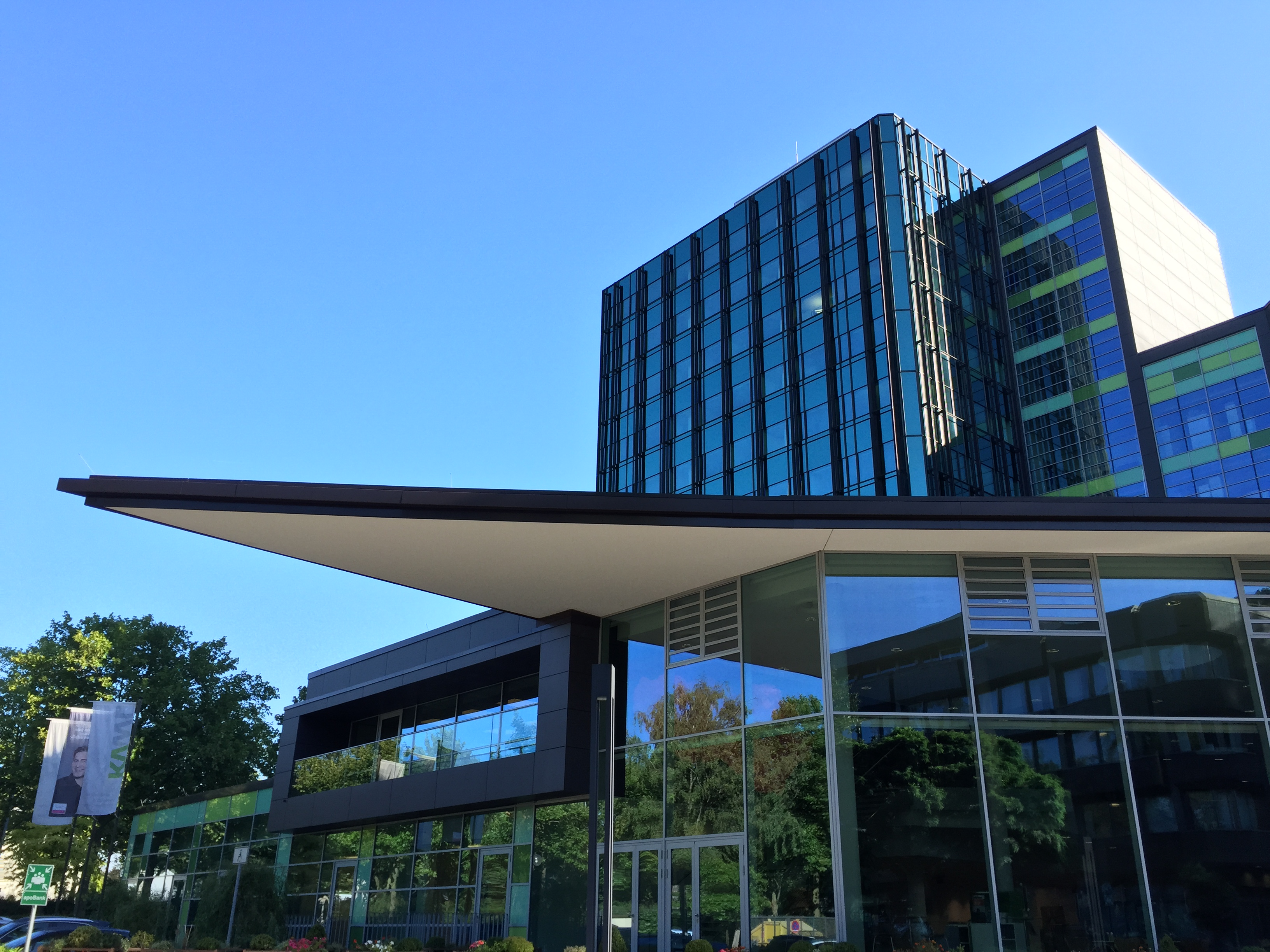
Haupteingang der Kassenärztlichen Vereinigung Westfalen-Lippe in Dortmund

Als Interessenvertretung der fast 17.000 in ihrem Zuständigkeitsbereich niedergelassenen Vertragsärzte und -psychotherapeuten, handelt die KV WL auf Grundlage bundesweiter Gesetze und Standards mit den regionalen Krankenkassen Verträge über Struktur und Vergütung der ambulanten Versorgung in ihrem Zuständigkeitsbereich aus. Außerdem werden spezielle Verträge abgeschlossen, die auf die Weiterentwicklung der ambulanten Versorgung zielen, zum Beispiel auf die Behandlung chronischer Erkrankungen durch strukturierte Behandlungsprogramme (Disease-Management-Programme).

### Honorarverhandlungen mit Krankenkassen
Die KVWL verhandelt mit den Krankenkassen – auf Basis der Vorgaben aus den Verhandlungen von Kassenärztlicher Bundesvereinigung und Spitzenverband Bund der Krankenkassen – das Gesamthonorar für alle ambulant erbrachten ärztlichen und psychotherapeutischen Leistungen und schließt Honorarverträge über die für die ambulante Versorgung zu zahlende Gesamtvergütung.
Die Verteilung der von den Krankenkassen bereitgestellten Gesamtvergütung erfolgt nach dem Honorarverteilungsmaßstab (HVM). Dieser wird von der Vertreterversammlung der KVWL auf der Grundlage der Vorgaben der Kassenärztlichen Bundesvereinigung beschlossen.

### Gewährleistungsauftrag
Nach dem Gewährleistungsprinzip steht die KVWL gegenüber den Krankenkassen dafür gerade, dass alle vertragsärztlichen und -psychotherapeutischen Leistungen nach Gesetz und Vertrag erbracht werden. Insbesondere kontrolliert sie die Abrechnungen ihrer Mitglieder und wacht über die Qualität der Arbeit von Vertragsärzten und -psychotherapeuten.

## Organisation

### Vertreterversammlung
Die Vertreterversammlung (VV) ist das höchste Entscheidungsgremium der KV WL. Sie ist das Parlament aller im Bereich der KVWL niedergelassenen oder angestellt in Praxen tätigen Ärztinnen und Ärzte, Psychotherapeutinnen und Psychotherapeuten. Die fünfzig Mitglieder der Vertreterversammlung werden für die Dauer von sechs Jahren gewählt und üben ihr Amt ehrenamtlich aus.
Zu den Aufgaben der Vertreterversammlung gehört es insbesondere, alle Entscheidungen zu treffen, die für die Körperschaft von grundsätzlicher Bedeutung sind. Sie beschließt u. a. den Haushalt, die Satzung und kontrolliert die Tätigkeiten des Vorstandes. Um diese Aufgaben zu erfüllen, wird sie von gesetzlich vorgeschriebenen beratenden Fachausschüssen unterstützt, sie kann sich zusätzlich jedoch weitere Ausschüsse einrichten.

### Vorstand
Der Vorstand der KVWL verwaltet hauptamtlich die Körperschaft und vertritt die Interessen der Gesamtheit aller Mitglieder nach außen. Er besteht aus zwei ressortverantwortlichen Mitgliedern, die von der Vertreterversammlung für definierte Geschäftsbereiche auf sechs Jahre gewählt werden. Die Vertreterversammlung wählt auch den Vorsitzenden des Vorstands.